# Вимблдон 2007 — женски парови
Вимблдон (енгл. The Championships, Wimbledon) је најстарији и најугледнији тениски турнир. Одржава се сваке године у последњој недељи јуна и првој недељи јула. То је трећи по реду од гренд слем турнир у години после Отвореног првенства Аустралије и Француске. Једини је од гренд слем турнира који се игра на трави. Играју се мушки и женски мечеви појединачно и у паровима као и у мешовитим паровима.
Године 2007. Вимблдон је почео 25. јуна а завршен је 8. јула. У женској конкуренцији у дисциплини парови такмичила су се 64 пара од којих су 43 састављена од тенисерки из две земље, 21 из исте земље. Навише представника имала је Русија 12, и Уједињено Краљевство 10.
Прошлогодишњи победници Јан Зи и Џенг Ђе нису браниле титулу освојену претходне године.
Победнице турнира за 2007. у игри парова су Кара Блек из Зимбабвеа и Лизел Хубер из Јужноафричке Републике.

## Списак носилаца
| 1. Лиса Рејмонд Сједињене Државе / Саманта Стосур Аустралија 2. Кара Блек Зимбабве/ Лизел Хубер Јужна Африка 3. Јунг-Чан Џан / Чје-Ђунг Чуанг Кинески Тајпеј 4. Катарина Среботник Словенија / Ај Сугијама Јапан 5. Квјета Пешке Чешка / Рене Стабс Аустралија 6. Алиша Молик Аустралија /Мара Сантанђело Италија 7. Јанета Хусарова Словачка/Меган Шонеси Сједињене Државе 8. Анабел Медина Гаригес / Вирхиниа Руано Паскуал Шпанија 9. Татјана Гарбин Италија / Паола Суарез Аргентина 10. Јелена Лиховцева Русија / Тјентјен Сун Кина 11. Марија Елена Камерин Италија / Хисела Дулко Аргентина 12. Марија Кириленко / Јелена Веснина Русија 13. Динара Сафина Русија / Роберта Винчи Италија 14. Вера Душевина Русија / Татјана Перебијнис Украјина 15. Вања Кинг Сједињене Државе/ Јелена Костанић-Тошић Хрватска 16. Сања Мирза Индија / Шахар Пер Израел |

## Прво коло
27. јун 28. јун и 29. јун
| бр. меча | 1. играч                                                         | Резултат      | 2. играч                                                   |
| 1.       | Лиса Рејмонд Сједињене Државе (1) · Саманта Стосур Аустралија    | 6-2, 3-6, 6-3 | Луција Храдецка · Рената Ворацева Чешка                    |
| 2.       | Елена Балтача · Наоми Кавадај Велика Британија                   | 0-6, 6-7      | Стефани Форец Француска · Селим Сфар Тунис                 |
| 3.       | Агнеш Савај Мађарска · Владимира Ухлиржова Чехословачка          | 6-4, 6-7, 8-6 | Ивета Бенешова Чешка · Галина Воскобојева Русија           |
| 4.       | Софија Арвидсон Шведска · Лилија Остерло Сједињене Државе        | 5-7, 3-6      | Сања Мирза Индија (16) · Шахар Пер Израел                  |
| 5.       | Марија Елена Камерин Италија (11) · Хисела Дулко Аргентина       | 3-6, 7-6, 6-8 | Михаела Крајичек Холандија · Агњешка Радвањска Пољска      |
| 6.       | Андреа Хлавачкова Чешка · Сандра Клесел Немачка                  | 6-2, 6-4      | Клаудија Јанс · Алисја Росолска Пољска                     |
| 7.       | Лурдес Домингес Лино · Аранча Пара Сантонха Шпанија              | 6-1, 6-2      | Петра Цетковска · Луција Шафаржова Чешка                   |
| 8.       | Чунмеј Ђи · Шенгнан Сун Кина                                     | 0-6, 4-6      | Квјета Пешке Чешка (5) · Рене Стабс Аустралија             |
| 9        | Катарина Среботник Словенија (4) · Ај Сугијама Јапан             | 4-6, 6-2, 6-3 | Андреа Ерит-Ванц Румунија · Анастасија Родионова Русија    |
| 10.      | Емили Лоа Француска · Никол Прат Аустралија                      | 6-2, 2-6, 7-5 | Јулијана Федак Украјина · Каја Канепи Естонија             |
| 11.      | Сара Борвел · Џејд Кертис Велика Британија                       | 0-6, 2-6      | Марион Бартоли Француска · Мејлен Ту Сједињене Државе      |
| 12.      | Никол Вајдишова · Барбора Захлавова Стрицова Чешка               | 6-2, 6-2      | Вера Душевина Русија (14) · Татјана Перебијнис Украјина    |
| 13.      | Јелена Лиховцева Русија (10) · Тјентјен Сун Кина                 | 6-4, 6-2      | Олга Пучкова Русија · Милагрос Секвера Венецуела           |
| 14.      | Ана Фицпатрик · Емили Вебли Велика Британија                     | 1-6, 4-6      | Аико Накамура Јапан · Тамарин Танасугарн Тајланд           |
| 15.      | Клер Куран · Ен Киотавонг Велика Британија                       | 1-6, 3-6      | Серена Вилијамс · Винус Вилијамс Сједињене Државе          |
| 16.      | Натали Грандин Јужна Африка · Камиј Пен Француска                | 4-6, 4-6      | Анабел Медина Гаригес (8) · Вирхиниа Руано Паскуал Шпанија |
| 17.      | Алиша Молик Аустралија (6) · Мара Сантанђело Италија             | 6-1, 6-3      | Корина Морарију Сједињене Државе · Пати Шнидер Швајцарска  |
| 18.      | Стефани Коен-Алоро · Виржини Рацано Француска                    | 1-6, 2-6      | Аљона Бондаренко · Катерина Бондаренко Украјина            |
| 19.      | Хсије Кинески Тајпеј · Аља Кудрјавцева Русија                    | 3-6, 5-7      | Викторија Азаренка Белорусија · Ана Чакветадзе Русија      |
| 20.      | Араван Резај Француска · Јулија Вакуленко Украјина               | 0-5, (пр.)    | Марија Кириленко (12) · Јелена Веснина Русија              |
| 21.      | Динара Сафина Русија (13) · Роберта Винчи Италија                | 6-3, 5-7, 3-6 | Елени Данилиду Грчка · Јасмин Вер Немачка                  |
| 22.      | Ешли Харклроуд Сједињене Државе · Ципора Обзилер Израел          | 6-4, 4-6, 2-6 | Шуај Пенг · Ци Јен Кина                                    |
| 23.      | Џули Дити · Ракел Копс-Џоунс Сједињене Државе                    | 6-7, 6-0, 2-6 | Ема Лајне Финска · Марија Хосе Мартинез Санчез Шпанија     |
| 24.      | Данијела Хантухова Словачка · Ана Ивановић Србија                | 6-7, 4-6      | Јунг-Чан Џан (3) · Чја-Ђунг Чуанг Кинески Тајпеј           |
| 25.      | Јанете Хусарова Словачка (7) · Меган Шонеси Сједињене Државе     | 6-1, 7-5      | Карен Патерсон · Мелани Саут Велика Британија              |
| 26.      | Јармила Гајдошова Словачка · Акико Моригами Јапан                | 6-4, 6-2      | Емануела Гаљарди Швајцарска · Франческа Скјавоне Италија   |
| 27.      | Ана-Лена Гренефелд · Татјана Малек Немачка                       | 6-3, 1-6, 6-2 | Василиса Бардина Русија · Татјана Путчек Белорусија        |
| 28.      | Светлана Кузњецова · Нађа Петрова Русија                         | 7-6, 6-4      | Татјана Гарбин Италија (9) · Паола Суарез Аргентина        |
| 29.      | Вања Кинг Сједињене Државе (15) · Јелена Костанић-Тошић Хрватска | 3-6, 4-6      | Џил Крејбас · Лора Гренвил Сједињене Државе                |
| 30.      | Јелена Дементјева Русија · Флавија Пенета Италија                | 6-1, 6-0      | Сибила Бамер · Тамира Пашек Аустрија                       |
| 31.      | Бетани Матек · Брајен Стјуарт Аустралија                         | 7-6, 7-5      | Мартина Милер Немачка · Габријела Навратилова Чешка        |
| 32.      | Северин Бремон · Натали Деши Француска                           | 6-7, 3-6      | Кара Блек Зимбабве (2) · Лизел Хубер Јужна Африка          |

## Друго коло
29. јун 30. јун, 2. јул и 3. јул
| бр. меча | 1. играч                                                      | Резултат         | 2. играч                                                   |
| 1.       | Лиса Рејмонд Сједињене Државе (1) · Саманта Стосур Аустралија | 6-2, 6-4         | Стефани Форец Француска · Селима Сфар Тунис                |
| 2.       | Агнеш Савај Мађарска · Владимира Ухлиржова Чехословачка       | 4-6, 3-6         | Сања Мирза Индија (16) · Шахар Пер Израел                  |
| 3.       | Михаела Крајчек Холандија · Агњешка Радвањска Пољска          | 6-3, 6-3         | Андреа Хлавачкова Чешка · Сандра Клесел Немачка            |
| 4.       | Лурдес Домингес Лино · Аранча Пара Сантонха Шпанија           | 1-6, 0-6         | Квјета Пешке Чешка (5) · Рене Стабс Аустралија             |
| 5.       | Катарина Среботник Словенија (4) · Ај Сугијама Јапан          | 6-0, 6-3         | Емили Лоа Француска · Никол Прат Аустралија                |
| 6.       | Марион Бартоли Француска · Мејлен Ту Сједињене Државе         | 7-5, 7-6(6)      | Никол Вајдишова · Барбара Захлавова Стрицова Чешка         |
| 7.       | Јелена Лиховцева Русија (10) · Суен Тјентјен Кина             | 6-4, 0-6, 7-9    | Аико Накамура Јапан · Тамарин Танасугарн Тајланд           |
| 8.       | Серена Вилијамс · Винус Вилијамс Сједињене Државе             | предаја          | Анабел Медина Гаригес (8) · Вирхиниа Руано Паскуал Шпанија |
| 9        | Алиша Молик Аустралија (6) · Мара Сантанђело Италија          | 6-2, 6-0         | Аљона Бондаренко · Катарина Бондаренко Украјина            |
| 10.      | Викторија Азаренка Белорусија · Ана Чакветадзе Русија         | 7-6(3), 1-6, 6-8 | Марија Кириленко (12) · Јелена Веснина Русија              |
| 11.      | Елени Данилиду Грчка · Јасмин Вер Немачка                     | 0-6, 3-6         | Шуај Пенг · Ци Јен Кина                                    |
| 12.      | Ема Лајне Финска · Марија Хосе Мартинез Санчез Шпанија        | 4-6, 2-6         | Јунг-Ђан Чан (3) · Чја-Ђунг Чуанг Кинески Тајпеј           |
| 13.      | Јанете Хусарова Словачка (7) · Меган Шонеси Сједињене Државе  | 7-5, 4-6, 8-6    | Јармила Гајдошова Словачка · Акико Моригами Јапан          |
| 14.      | Ана-Лена Гренефелд · Татјана Малек Немачка                    | 2-6, 0-6         | Светлана Кузњецова · Нађа Петрова Русија                   |
| 15.      | Џил Крејбас · Лора Гренвил Сједињене Државе                   | 6-3, 6-3         | Јелена Дементјева Русија · Флавија Пенета Италија          |
| 16.      | Бетани Матек · Брајен Стјуарт Аустралија                      | 6-4, 0-6, 9-7    | Кара Блек Зимбабве (2) · Лизел Хубер Јужна Африка          |

## Осмина финала
3. јул, 4. јул, 5. јул i 6. јул
| бр. меча | 1. играч                                                      | Резултат         | 2. играч                                                   |
| 1.       | Лиса Рејмонд Сједињене Државе (1) · Саманта Стосур Аустралија | 6-0, 6-7(4), 6-1 | Сања Мирза Индија (16) · Шахар Пер Израел                  |
| 2.       | Михаела Крајчек Холандија · Агњешка Радвањска Пољска          | 2-6, 7-5, 2-6    | Квјета Пешке Чешка (5) · Рене Стабс Аустралија             |
| 3.       | Катарина Среботник Словенија (4) · Ај Сугијама Јапан          | предаја          | Марион Бартоли Француска · Мејлен Ту Сједињене Државе      |
| 4.       | Јелена Лиховцева Русија (10) · Тјентјен Сун Кина              | 4-6, 6-1, 6-4    | Анабел Медина Гаригес (8) · Вирхиниа Руано Паскуал Шпанија |
| 5.       | Алиша Молик Аустралија (6) · Мара Сантанђело Италија          | 4-6, 6-3, 6-3    | Марија Кириленко (12) · Јелена Веснина Русија              |
| 6.       | Шуај Пенг · Ци Јен Кина                                       | 6-3, 6-2         | Јунг-Ђан Чан (3) · Чја-Ђунг Чуанг Кинески Тајпеј           |
| 7.       | Јанете Хусарова Словачка (7) · Меган Шонеси Сједињене Државе  | 3-6, 4-6         | Светлана Кузњецова · Нађа Петрова Русија                   |
| 8.       | Џил Крејбас · Лора Гренвил Сједињене Државе                   | 1-6, 1-6         | Кара Блек Зимбабве (2) · Лизел Хубер Јужна Африка          |

## Четвртфинале
6. јул
| бр. меча | 1. играч                                                      | Резултат    | 2. играч                                          |
| 1.       | Лиса Рејмонд Сједињене Државе (1) · Саманта Стосур Аустралија | 7-5, 6-2    | Квјета Пешке Чешка (5) · Рене Стабс Аустралија    |
| 2.       | Катарина Среботник Словенија (4) · Ај Сугијама Јапан          | 6-4, 7-6(5) | Јелена Лиховцева Русија (10) · Тјентјен Сун Кина  |
| 3.       | Алиша Молик Аустралија (6) · Мара Сантанђело Италија          | 6-4, 6-1    | Шуај Пенг · Ци Јен Кина                           |
| 4.       | Светлана Кузњецова · Нађа Петрова Русија                      | 4-6, 6-7(6) | Кара Блек Зимбабве (2) · Лизел Хубер Јужна Африка |

## Полуфинале
7. јул
| бр. меча | 1. играч                                             | Резултат      | 2. играч                                             |
| 1.       | Лиса Рејмонд Сједињене Државе (1) · Саманта Стосур   | 6-6, 3-6, 2-6 | Катарина Среботник Словенија (4) · Ај Сугијама Јапан |
| 2.       | Алиша Молик Аустралија (6) · Мара Сантанђело Италија | 4-6, 6-4, 1-6 | Кара Блек Зимбабве (2) · Лизел Хубер Јужна Африка    |

## Финале
8. јул
| бр. меча | 1. играч                                             | Резултат      | 2. играч                                          |
| 1.       | Катарина Среботник Словенија (4) · Ај Сугијама Јапан | 6-3, 3-6, 2-6 | Кара Блек Зимбабве (2) · Лизел Хубер Јужна Африка |